# Natália Sanchez
Natalia Peixinho Sanchez (12 de maio de 1988) é uma ginasta brasileira que integrou a seleção de ginástica rítmica.
Representou o Brasil em diversas competições internacionais. Competiu em campeonatos mundiais, como no Campeonato Mundial de Ginástica Rítmica de 2009